# Rätischer Steinbrech
Der Rätische Steinbrech (Saxifraga hostii subsp. rhaetica) ist eine Unterart des Host-Steinbrech (Saxifraga hostii), einer Pflanzenart aus der Gattung Steinbrech (Saxifraga) in der Familie der Steinbrechgewächse (Saxifragaceae).

## Merkmale
Der Rätische Steinbrech ist eine ausdauernde Pflanze, die Wuchshöhen bis 60 Zentimeter erreicht. Sie ähnelt stark dem Trauben-Steinbrech (Saxifraga paniculata). Die Rosettenblätter sind 2 bis 10 Zentimeter lang und 0,5 bis 1 Zentimeter breit. Sie sind ungefähr fünf- bis zehnmal so lang wie breit (im Gegensatz zum Trauben-Steinbrech, dessen Rosettenblätter zwei- bis fünfmal so lang wie breit sind). Am Grund sind borstige Wimpern vorhanden, die Sägezähne am Blattrand sind nach vorne gerichtet. Die Blattform ist bandartig, verbreitert sich nach vorne hin kaum und ist schwach zugespitzt. Die Blattspitze biegt sich außen nach unten. 
Die Rispenäste sind dichter drüsig behaart als beim Trauben-Steinbrech und haben meist mehr als drei Blüten.
Die Blütezeit reicht von Juni bis August.

## Vorkommen
Der Rätische Steinbrech kommt vom Comer See bis zum Ortler in Felsspalten und auf Schutt über Kalkgestein in Höhenlagen von 1000 bis 2500 Meter vor. Die Art ist dort häufig.
Die ökologischen Zeigerwerte nach Landolt et al. 2010 sind in der Schweiz: Feuchtezahl F = 2 (mäßig trocken), Lichtzahl L = 5 (sehr hell), Reaktionszahl R = 5 (basisch), Temperaturzahl T = 2 (subalpin), Nährstoffzahl N = 2 (nährstoffarm), Kontinentalitätszahl K = 3 (subozeanisch bis subkontinental).